# Corry Evans
Corry John Evans (Belfast, 30 de juliol de 1990) és un futbolista professional nord-irlandès que juga com a migcampista o migcentre pel Sunderland AFC i per la selecció d'Irlanda del Nord.
Ha estat internacional amb Irlanda del Nord en categoria Sub-21 i abstoluta. Es va formar al planter del Manchester United FC, com el seu germà gran Jonny Evans, que juga com a defensa al West Bromwich Albion FC. Evans pot jugar al centre de la defensa o al mig del camp.

## Estadístiques

### Club
A 9 agost 2014
| Club                    | Temporada     | Lliga          | Lliga   | Lliga | Copa    | Copa | Continental | Continental | Total   | Total |
| Club                    | Temporada     | Divisió        | Partits | Gols  | Partits | Gols | Partits     | Gols        | Partits | Gols  |
| ----------------------- | ------------- | -------------- | ------- | ----- | ------- | ---- | ----------- | ----------- | ------- | ----- |
| Manchester United FC    | 2008–09       | Premier League | 0       | 0     | 0       | 0    | 0           | 0           | 0       | 0     |
| Manchester United FC    | 2009–10       | Premier League | 0       | 0     | 0       | 0    | 0           | 0           | 0       | 0     |
| Manchester United FC    | 2010–11       | Premier League | 0       | 0     | 0       | 0    | 0           | 0           | 0       | 0     |
| Manchester United FC    | Total         | Total          | 0       | 0     | 0       | 0    | 0           | 0           | 0       | 0     |
| Carlisle United (cedit) | 2010–11       | League One     | 1       | 0     | 0       | 0    | 0           | 0           | 1       | 0     |
| Carlisle United (cedit) | Total         | Total          | 1       | 0     | 0       | 0    | 0           | 0           | 1       | 0     |
| Hull City (cedit)       | 2010–11       | Championship   | 18      | 3     | 0       | 0    | 0           | 0           | 18      | 3     |
| Hull City (cedit)       | Total         | Total          | 18      | 3     | 0       | 0    | 0           | 0           | 18      | 3     |
| Hull City               | 2011–12       | Championship   | 43      | 2     | 2       | 0    | 0           | 0           | 45      | 2     |
| Hull City               | 2012–13       | Championship   | 32      | 1     | 2       | 0    | 0           | 0           | 34      | 1     |
| Hull City               | Total         | Total          | 75      | 3     | 4       | 0    | 0           | 0           | 79      | 3     |
| Blackburn Rovers        | 2013–14       | Championship   | 21      | 1     | 0       | 0    | 0           | 0           | 21      | 1     |
| Blackburn Rovers        | 2014–15       | Championship   | 1       | 0     | 0       | 0    | 0           | 0           | 1       | 0     |
| Blackburn Rovers        | Total         | Total          | 22      | 1     | 0       | 0    | 0           | 0           | 22      | 1     |
| Total carrera           | Total carrera | Total carrera  | 116     | 7     | 4       | 0    | 0           | 0           | 120     | 7     |

### Internacional
| Irlanda del Nord | Irlanda del Nord | Irlanda del Nord |
| Any              | Partits          | Gols             |
| ---------------- | ---------------- | ---------------- |
| 2009             | 1                | 0                |
| 2010             | 7                | 1                |
| 2011             | 7                | 0                |
| 2012             | 4                | 0                |
| 2013             | 3                | 0                |
| 2014             | 5                | 0                |
| 2015             | 3                | 0                |
| 2016             | 3                | 0                |
| Total            | 34               | 1                |

#### Gols com a internacional
Scores and results list Northern Ireland's goal tally first.
| #  | Data            | Seu                  | Oponent   | Marcador | Resultat | Competició                          |
| -- | --------------- | -------------------- | --------- | -------- | -------- | ----------------------------------- |
| 1. | 3 setembre 2010 | Ljudski vrt, Maribor | Eslovènia | 1–0      | 1–0      | Classificació per a l'Eurocopa 2012 |